# Липинский, Леонид Елисеевич
Леонид Елисеевич Липинский (29.5.1923 — 6.4.1985) — деятель советского авиамодельного спорта.
Родился на Кубани. Участник Великой Отечественной войны, награждён орденом и медалями.
С 1946 по 1949 годы тренировал сборную Краснодарского края по авиамоделизму, установив с командой первые послевоенные всесоюзные и мировые рекорды.
С 1951 года возглавлял авиамодельную лабораторию Харьковского авиационного института. За 34 года работы в лаборатории более двух тысяч студентов освоили азы научно-технического творчества. Среди его воспитанников — 150 мастеров спорта СССР, 12 мастеров спорта международного класса и 10 заслуженных тренеров УССР.
Липинский первым в СССР получил звание мастера спорта по авиамоделизму, становился чемпионом СССР и установил множество рекордов. За свои достижения он был удостоен почетных званий «Заслуженный тренер УССР» и «Заслуженный тренер СССР».